# Pierre Labric
Pierre André Labric (* 30. Juni 1921 in Conches-en-Ouche) ist ein französischer Organist, Komponist und Musikpädagoge.

## Leben und Wirken
Labric studierte am Conservatoire in Rouen Orgel bei Marcel Lanquetuit (Prix d'honneur 1941) und am Pariser Conservatoire bei Maurice Duruflé (Harmonielehre) und Marcel Dupré (Premier Prix in Orgel (Improvisation und Interpretation) 1948, zusammen mit Pierre Cochereau) sowie privat bei Jeanne Demessieux, deren gesamtes Orgelwerk er in den 1970er Jahren in Saint-Ouen in Rouen und St. Pierre in Angoulême einspielte. Er war langjähriger Titularorganist an der Kirche Saint-Gervais in Rouen. Am 30. Juni 2021 feierte er seinen 100. Geburtstag.
Von 1962 bis 1968 war Labric Stellvertreter von Jeanne Demessieux an der Pariser Kirche La Madeleine und von Pierre Cochereau an der Kathedrale Notre-Dame de Paris. Er machte zahlreiche Aufnahmen, darunter die Weltersteinspielungen der Orgelsinfonien von Louis Vierne und Charles-Marie Widor.
Zu seinen Schülerinnen und Schülern zählen:
- Julien Bret, Titularorganist an der Kirche Saint-Ambroise, Paris.
- Dominique Chevalier, Titularorganist an der Kirche Saint-Calixte, Lambersart.
- Marguerite de Jouvencel, stellvertretende Organistin an der Kirche Saint-Germain, Saint-Germain-en-Laye.
- Michael Matthes, Titularorganist an der Kirche Saint-Germain-l’Auxerrois, Paris.
- Maxime Patel, stellvertretender Organist an der Kirche La Trinité, Paris von 1999 bis 2011.

## Kompositionen
- Communion, Op. 8 (Orgel).
- Hommage à Jeanne Demessieux (Orgel). Paris: Durand, 1970.
  - I. Allegro
  - II. Largo
  - III. Fugue
- Deux Louanges à Notre-Dame des Roses (Orgel):
  - Arrivederci
  - Salve Mater

## Herausgeber
- Franz Liszt: Funérailles. Transcription pour orgue de Jeanne Demessieux, réconstituée par Pierre Labric. Sampzon: Delatour France, 2011.

## Diskographie
- Jeanne Demessieux: L'œuvre pour orgue
  - Jeanne Demessieux: Six Etudes op. 5. Sept Méditations sur le Saint Esprit op. 6. Triptyque op. 7. Douze Choral-Préludes sur des thèmes grégoriens op. 8. Te Deum op. 11. Prélude et Fugue en Ut op. 13. Répons pour le temps de Pâques. Pierre Labric: Hommage à Jeanne Demessieux. Aufgenommen im Juli und Dezember 1971 sowie Oktober 1972 in Saint-Ouen, Rouen und Saint-Pierre, Angoulème (Six Études, Sept Méditations). Sigean: Solstice, 2017. SOCD 346/7. 2 CDs.

- Jeanne Demessieux: Pièces pour orgue
  - Six Études op. 5, Te Deum op. 11, Triptyque op. 7, Attende Domine aus op. 8, Auszüge aus Sept Méditations sur le Saint-Esprit op. 6. Pierre Labric: Hommage à Jeanne Demessieux (1970, 1. Satz). Aufgenommen 1969 und 1972 in Notre-Dame de Paris. Sigean: Solstice, 2011. SOCD 269. 1 CD.

- Franz Liszt: Pièces pour orgue
  - Prélude et fugue sur BACH; Fantaisie et fugue sur le choral „Ad nos“; Funérailles (Orgelfassung von Jeanne Demessieux); Variations sur „Weinen, Klagen“. Aufgenommen am 24. und 25. November 1973 und vom 28. bis 30. April 1974 in Saint-Ouen, Rouen. Sigean: Solstice, 2010. SOCD 264. 1 CD.

- Felix Mendelssohn: Les Six Sonates
  - Aufgenommen in Saint-Ouen, Rouen. Sigean: Solstice, 2015. SOCD 303. 1 CD.

- Eugène Reuchsel: Promenades en Provence
  - Nuages ensoleillés sur le cap Nègre, Le moulin d'Alphonse Daudet, La chartreuse de Montrieux au crépuscule, Jour de fête aux Saintes Marie-de-la-Mer, Profil de la porte d'Orange à Carpentras, Tambourinaires sur la place des Vieux Salins, Grandes orgues à Saint-Maximin, Visions à l'Abbaye de Sénanque. Aufgenommen in Saint-Ouen, Rouen, zwischen 1970 und 1974. Sigean: Solstice, 2013. SOCD 289. 1 CD.

- Camille Saint-Saëns: Six Préludes et fugues
  - Préludes et fugues op. 99 und 109. Eugène Gigout: Grand choeur dialogué (1881). Aufgenommen in Saint-Ouen, Rouen, zwischen 1973 und 1974. Sigean: Solstice, 2015. SOCD 305. 1 CD.

- Louis Vierne: Les Six Symphonies pour orgue
  - Aufgenommen im November 1969 und November 1970 in Saint-Sernin, Toulouse. Sigean: Solstice, 2011. SOCD 277/9. 3 CDs.

- Louis Vierne: Pièces en style libre, Les deux Messes, Triptyque
  - Aufgenommen in Saint-Ouen, Rouen. Sigean: Solstice, 2012. SOCD 286/8. 3 CDs.

- Louis Vierne: Les Pièces de fantaisie
  - Aufgenommen in Saint-Ouen, Rouen. Sigean: Solstice, 2013. SOCD 290/1. 2 CDs.

- Œuvres de Louis Vierne et Charles-Marie Widor
  - Aufgenommen in Notre-Dame de Paris. Sigean: Solstice, 2013. SOCD 296. 1 CD.

- Charles-Marie Widor: Premiere et deuxième Symphonies
  - Aufgenommen im Juli, Oktober und Dezember 1971 in Saint-Ouen, Rouen. Sigean: Solstice, 2023. SOCD 403. 1 CD.

- Charles-Marie Widor: Troisième et Quatrième Symphonies
  - Aufgenommen im Juli, Oktober und Dezember 1971 in Saint-Ouen, Rouen. Sigean: Solstice, 2023. SOCD 405. 1 CD.

- Charles-Marie Widor: Cinquième et Sixième Symphonies
  - Aufgenommen im Juli, Oktober und Dezember 1971 in Saint-Ouen, Rouen. Sigean: Solstice, 2023. SOCD 396. 1 CD.

- Charles-Marie Widor: Septième et Huitième Symphonies
  - Aufgenommen im Juli, Oktober und Dezember 1971 in Saint-Ouen, Rouen. Sigean: Solstice, 2023. SOCD 407/8. 2 CDs.

- Charles-Marie Widor: Neuvième et Dixième Symphonies
  - Aufgenommen im Juli, Oktober und Dezember 1971 in Saint-Ouen, Rouen. Sigean: Solstice, 2023. SOCD 400. 1 CD.

- Pierre Labric: Concert d’Orgue No. 1
  - Henry Purcell: Trumpet Tune. Johann Sebastian Bach: Magnificat, BWV 733, Fantasia et Fuga in g, BWV 542. César Franck: Pastorale. Louis Vierne: Carillon de Westminster. Aufgenommen in Saint-Ouen, Rouen. Rouen: Grand Orgue. LCM 760110. 1 LP.

- Pierre Labric: Concert d’Orgue No. 2
  - Eugène Gigout: Grand chœur dialogué. Felix Mendelssohn Bartholdy: Sonate II. Louis Vierne: Trois Improvisations reconstituées par Maurice Duruflé. Albert Roussel: Prélude et fughetta. Franz Liszt: Prélude et fugue sur le nom de BACH, Adagio Des-Dur. Aufgenommen im November 1973, April und Oktober 1973 at Saint-Ouen, Rouen. Rouen: Grand Orgue. RLM 770511. 1 LP.

- Unveröffentlichte Aufnahmen:
  - César Franck: Final. Johann Sebastian Bach: Präludien und Fugen. Jean-Claude Touche: Sämtliche Orgelwerke (Pastorale, Scherzetto, Fugue, Elévation, Thème et variations sur Veni Creator). Jacques Ibert: Trois Pièces. Aufgenommen in den 1970er Jahren in Saint-Ouen, Rouen.

## Bibliographie
- Eschbach, Jesse: „An Interview with Pierre Labric.“ The Diapason 111, Nr. 2 (Februar 2020): S. 14–16.
- Labric, Pierre: „Jeanne Demessieux (1921-1968): Pariser Orgellegende von La Madeleine.“ Organ – Journal für die Orgel 2, Nr. 2 (1999): S. 36–38.
- Labric, Pierre: „Jeanne Demessieux: Présentation des œuvres pour orgue.“ In: Association Maurice et Marie-Madeleine Duruflé (Hrsg.) (2009): Hommage à Jeanne Demessieux. Bulletin Nr. 9 (2009), S. 70–75.
- Labric, Pierre. „Jeanne Demessieux: Analyse de l'œuvre pour orgue.“ In: Association Maurice et Marie-Madeleine Duruflé (Hrsg.) (2009): Hommage à Jeanne Demessieux. Bulletin Nr. 9 (2009), S. 76–96.
- Tréfouel, Dominique. Interview mit Pierre Labric vom 20. August 2005 (auf Französisch). In: Dominique Tréfouel, Jeanne Demessieux. Lyon: J2C/ALDRUI Éditions, 2005, S. 97–107.